# Rodolfo Valenzuela Núñez

Bischofswappen von Rodolfo Valenzuela Núñez

Rodolfo Valenzuela Núñez (* 26. Juni 1954 in Quetzaltenango) ist ein guatemaltekischer Geistlicher und römisch-katholischer Bischof von Verapaz, Cobán.

## Leben
Rodolfo Valenzuela Núñez empfing am 28. Juni 1980 die Priesterweihe.
Papst Johannes Paul II. ernannte ihn am 19. Februar 1997 zum Koadjutorbischof von Verapaz. Die Bischofsweihe spendete ihm der Bischof von Verapaz, Gerardo Humberto Flores Reyes, am 19. April desselben Jahres; Mitkonsekratoren waren Erzbischof Giovanni Battista Morandini, Apostolischer Nuntius in Guatemala, und Victor Hugo Martínez Contreras, Erzbischof von Los Altos Quetzaltenango-Totonicapán.
Mit der Emeritierung Gerardo Humberto Flores Reyes’ am 22. Februar 2001 folgte er ihm im Amt des Bischofs von Verapaz, Cobán nach.
Am 22. Juli 2014 wurde er von Papst Franziskus zum Mitglied des Päpstlichen Rates zur Förderung der Einheit der Christen berufen.